# Liviu Mocan
Liviu Mocan (n. 1955) este un sculptor și poet român care lucrează cu teme creștine și spirituale.

## Tinerețe și educație
Mocan s-a născut și a crescut în Cara, județul Cluj din vestul Transilvaniei. Părinții săi erau creștini devotați. Credința lor a influențat foarte mult dezvoltarea spirituală a lui Mocan și temele sculpturii sale.
Mocan a studiat sculptura la Cluj-Napoca. A absolvit în 1975 Liceul de Artă Romul Ladea. Mocan a urmat apoi Academia de Arte Vizuale din Cluj-Napoca, absolvind-o în 1991. Curând după aceea, a plecat în Statele Unite, devenind artist rezident la Universitatea Anderson și la Colegiul Mississippi din Clinton, Mississippi.

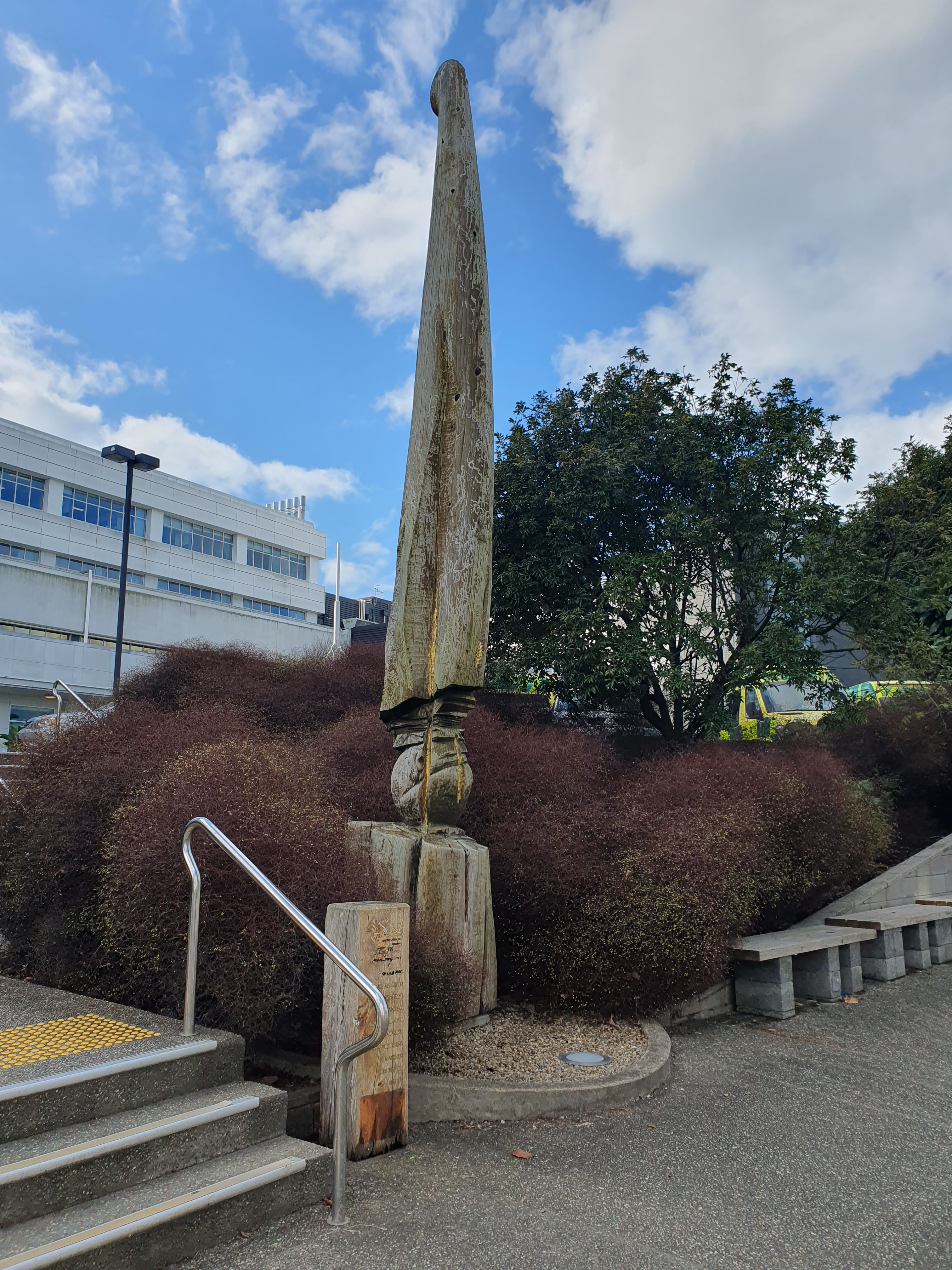
The Seed (2007), o sculptură de Liviu Mocan și John Ferguson, Spitalul North Shore, Auckland, Noua Zeelandă

## Lucrări și expoziții
A avut expoziții personale la New York, Chicago, Budapesta sau Reconvilliers. Lucrările lui se regăsesc în colecții publice și private din România, Elveția, Germania, Marea Britanie, Statele Unite ale Americii, Norvegia, Noua Zeelandă și Australia.
Între lucrările sale de sculptură monumentală în spații publice se numără: „Stâlpii Împușcați” (Piața Unirii, Cluj-Napoca), „Sămânța” (Muzeul Național de Artă Cluj-Napoca), „The Mountain and Its Heart” (Jordan River, Glen Eyrie Castle, Colorado Springs, SUA), „Illseed” (North Shore Hospital Auckland, Noua Zeelandă), „Egyptian Poet” (NaDonal Library of Alexandria, Egipt), „Forcing Community” (University for Technology, Trondheim, Norvegia). Arcul limbii române (Cluj Napoca).

## Premii
În 2022 Liviu Mocan a câștigat Premiului Național „Brâncuși” 2022 decernat de ICR pentru expoziția „Inima Învieriiˮ, realizată în Biserica Neagră de la Brașov.